# نویهوفن
نویهوفن (به آلمانی: Neuhofen) یک شهر در آلمان است که در راین-پفلاتس-کرایس واقع شده‌است. نویهوفن ۷٬۲۹۷ نفر جمعیت دارد.